# Bjørn Sortland

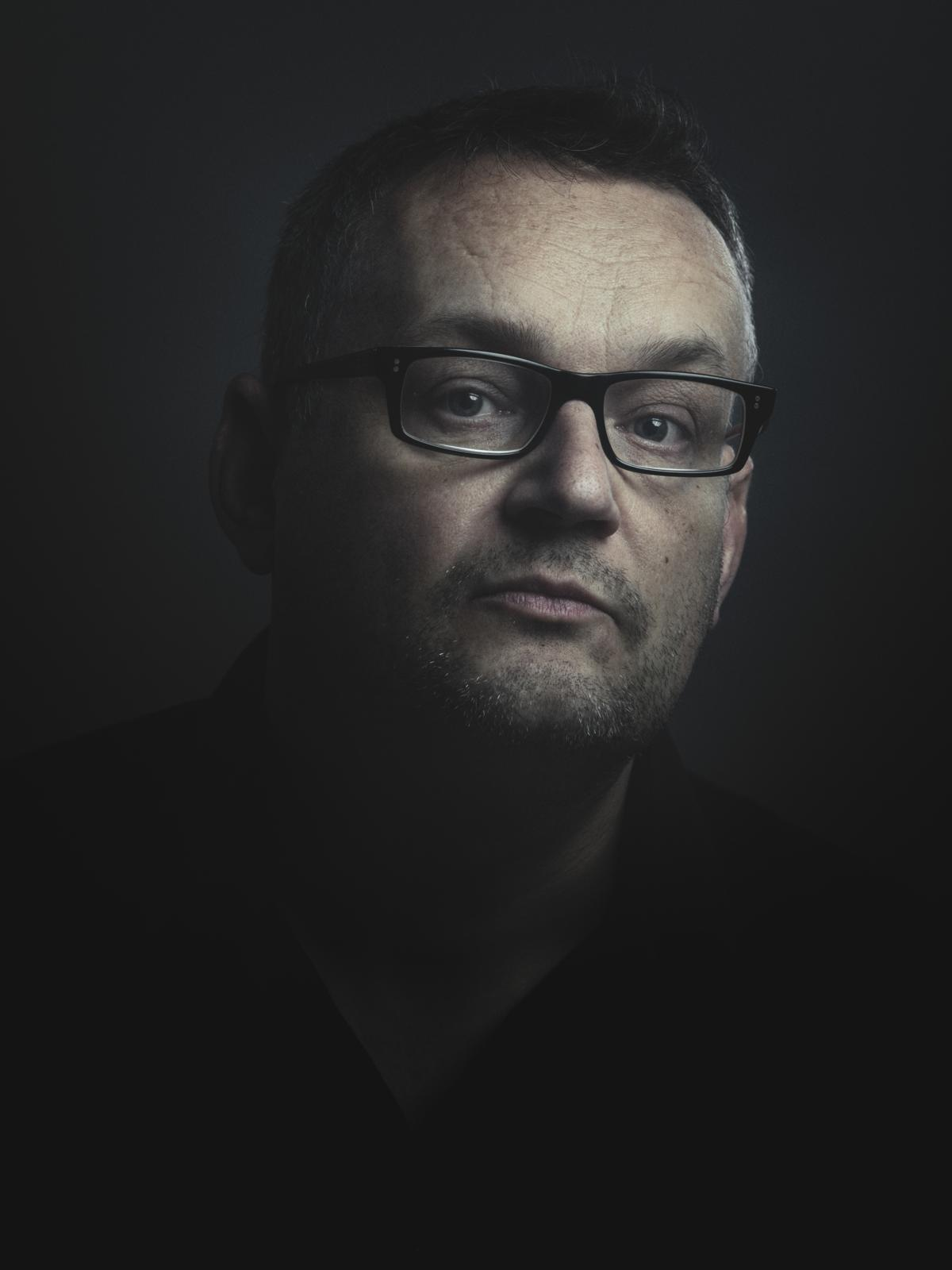
Bjørn Sortland

Bjørn Sortland (* 1. Mai 1968 in Bergen, Norwegen) ist ein norwegischer Schriftsteller (Kinder- und Jugendliteratur).

## Leben
Sortland arbeitete zunächst als Journalist, bis er sich 1998 beruflich auf das Schreiben für Kinder und Jugendliche umorientierte.
Er studierte an der Akademie für Schreibkunst in Bergen und gab später dort selber Kurse.
Sortlands zentrale Themen sind die Pubertät und die Kunst. Die Reihe „Gefährliche Reisen“ (wörtlich übersetzt: "Kunstdetektive") beschreibt fiktive Ferienerlebnisse einer Familie, die immer wieder die Wege einer Bande von Kunsträubern kreuzt.
Der Autor erhielt zahlreiche Auszeichnungen, darunter 2011 den renommierten Aschehoug-Literaturpreis. Seine Bücher sind nahezu weltweit übersetzt worden, darunter in den USA und Kanada, Taiwan, Südkorea, in fast ganz Europa und in der Türkei und Ägypten.

## Auf Deutsch übersetzte Werke
- Raudt, blått og litt gult, 1993, zusammen mit Lars Elling (dt.: Rot, blau und ein bisschen gelb, Übersetzung Senta Kapoun, Kerle, Wien 1995, ISBN 978-3-85303-053-0.)

Deutscher Jugendliteraturpreis 1996 in der Sparte Sachbuch
Prix Octogones 1994
Skolbibliotekarieföreningens litteraturpris 1999 (Literaturpreis der Schulbibliothekarsvereinigung)
- Den solbrente mammaen som blei bytta mot ti kamelar, 1997 (dt.: Zehn Kamele für Mama)
- 12 ting som må gjerast rett før verda går under, 2001 (dt.: 12 Dinge, die ich noch erledigen muss, bevor die Welt untergeht, 2003)

Emmauspriset 2001
- Kunstdetektivene (dt.: Gefährliche Reisen)
  - Venezia-mysteriet, 2000 (dt.: Raub in Venedig)
  - Luxormysteriet, 2001 (dt.: Entführung in Luxor)
  - Angkormysteriet, 2002 (dt.: Das Rätsel der Dschungelstadt)
  - New York-mysteriet, 2003
  - Sydney-mysteriet, 2004
  - Oslo-mysteriet, 2005
  - London-mysteriet, 2006
  - Paris-mysteriet, 2007
  - Barcelona-mysteriet, 2008
  - Bergen-mysteriet, 2009
  - Stavanger-mysteriet, 2010
  - Istanbul-mysteriet, 2011
  - Mexico City-mysteriet, 2012
  - Trondheim-mysteriet, 2014
  - Roma-mysteriet, 2014
- Ærlighetsminuttet, 2005 (dt.: Die Minute der Wahrheit. Roman über die Liebe und die Kunst)

nominiert zum Deutschen Jugendliteraturpreis 2008
Sonja Hagemanns barn- och ungdomsbokspris 2004
- Det hjertet husker, 2009, mit Illustrationen von Hilde Kramer (dt.: Frida : Im blauen Haus meines Herzens, Übersetzung  Christel Hildebrandt, Benteli, Zürich 2011, ISBN 978-3-7165-1696-6.)
- Kepler62 – Die Einladung, mit Timo Parvela, KOSMOS Verlag, Stuttgart; Hörbuch USM Audio, gelesen von Matti Krause
- Kepler62 – Der Cowntdown, mit Timo Parvela, KOSMOS Verlag, Stuttgart; Hörbuch USM Audio, gelesen von Toini Ruhnke
- Kepler62 – Die Reise, mit Timo Parvela, KOSMOS Verlag, Stuttgart; Hörbuch USM Audio, gelesen von Matti Krause
- Kepler62 – Die Pioniere, mit Timo Parvela, KOSMOS Verlag, Stuttgart; Hörbuch USM Audio, gelesen von Toini Ruhnke
- Kepler62 – Das Virus, mit Timo Parvela, KOSMOS Verlag, Stuttgart; Hörbuch USM Audio, gelesen von Matti Krause
- Kepler62 – Das Geheimnis, mit Timo Parvela, KOSMOS Verlag, Stuttgart; Hörbuch USM Audio, gelesen von Toini Ruhnke